# Justus Hagman

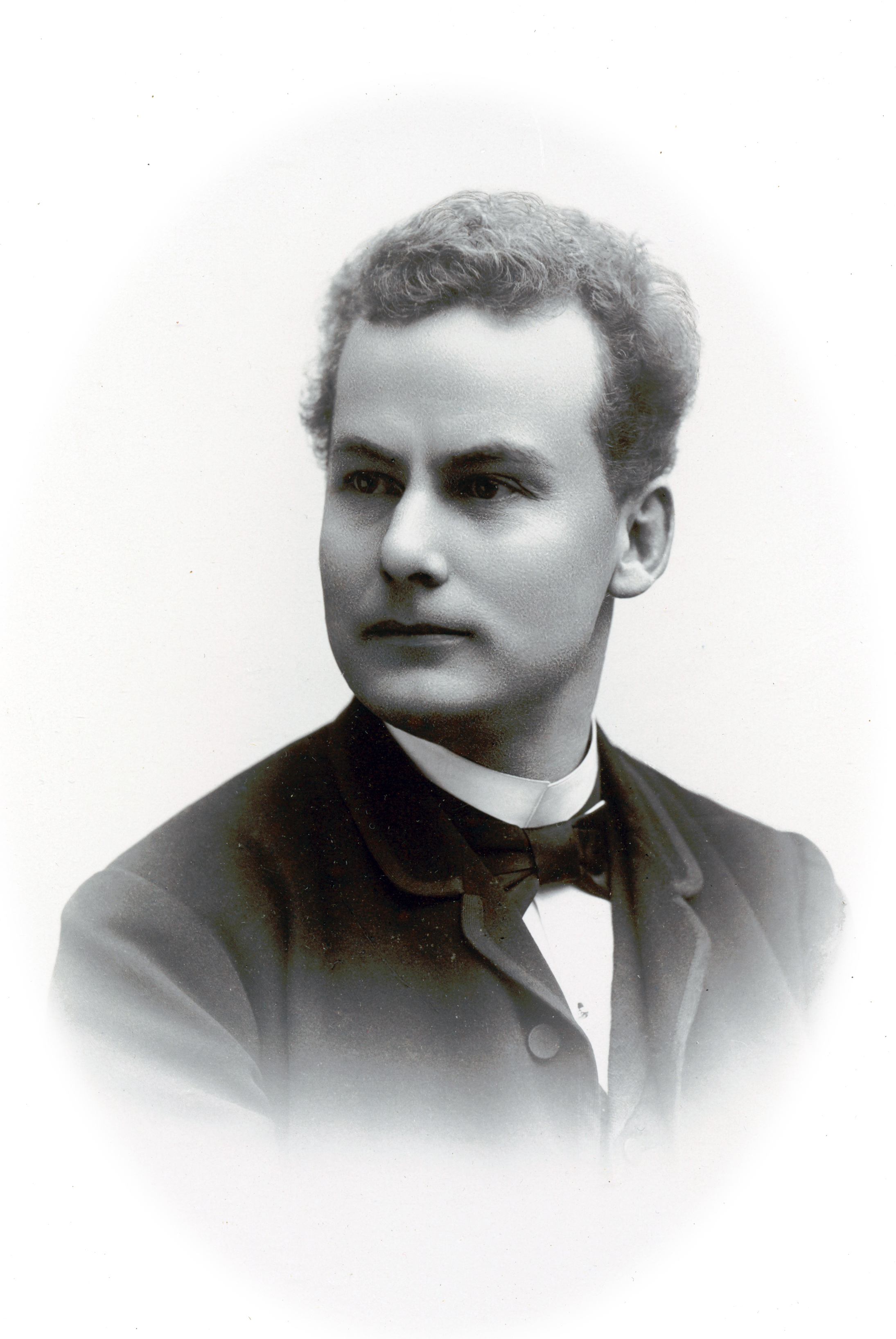
Justus Hagman en 1892

Justus Hagman (14 de febrero de 1859 - 28 de febrero de 1936) fue un actor teatral y cinematográfico de nacionalidad sueca.

## Biografía
Su nombre completo era Carl Justus Hagman, y nació en Solna, Suecia, siendo sus padres Erik Hagman, carpintero en el Palacio de Ulriksdal, y Christina Catharina Widman. Debutó sobre el escenario en 1876, y en el cine en 1913 con la cinta de Victor Sjöström Miraklet. Rodó más de 30 producciones hasta el año 1935. 
Hagman trabajó en 1882–1885 en el Teatro Sueco de Helsinki, en 1885–1890 en el Stora Teatern de Gotemburgo, en 1891–1893 en el Vasateatern, en 1893–1897 en los teatros de Albert Ranft en Estocolmo y Gotemburgo, en 1897–1899 en el Södra teatern, en 1899–1901 en el Dramaten y, en 1901–1912 y de manera periódica a partir de 1913, en teatros de Ranft en Estocolmo y provincias. Además de ello fue también director teatral, trabajando como tal en 1912–1913 en el Lilla teatern de Estocolmo
Entre las numerosas obras teatrales en las que actuó destacan Noche de reyes, Don Cesar, Oliver Twist, Det nya systemet, Ljungby horn y Gamla Heidelberg.
Justus Hagman falleció en 1936 en Estocolmo. Fue enterrado en el Cementerio Norra begravningsplatsen de esa ciudad. Había estado casado con la actriz Mia Hagman, y fue padre del también actor Paul Hagman.

## Filmografía
- 1913 : Miraklet
- 1913 : Gränsfolken
- 1913 : Löjen och tårar
- 1914 : Kammarjunkaren
- 1914 : Prästen
- 1918 : Nattliga toner
- 1918 : Mästerkatten i stövlar
- 1918 : Fyrvaktarens dotter
- 1919 : Synnöve Solbakken
- 1920 : Gyurkovicsarna
- 1920 : Thora van Deken
- 1921 : En lyckoriddare
- 1922 : Kärlekens ögon
- 1923 : Mälarpirater
- 1924 : Grevarna på Svansta
- 1924 : Halta Lena och vindögda Per
- 1925 : Ingmarsarvet
- 1925 : Damen med kameliorna
- 1925 : Två konungar
- 1925 : Karl XII
- 1926 : Hon, den enda
- 1928 : Gustaf Wasa del II
- 1928 : Synd
- 1929 : Säg det i toner
- 1931 : Brokiga Blad
- 1931 : Hans Majestät får vänta
- 1932 : Kärlek och kassabrist
- 1933 : Vad veta väl männen
- 1934 : Synnöve Solbakken
- 1935 : Flickornas Alfred

## Teatro (selección)

### Actor
- 1877 : Kämparne på Helgeland, de Henrik Ibsen, dirección de August Lindberg, Sala Thérèse Elfforss
- 1887 : La gran duquesa de Gérolstein, de Jacques Offenbach, Vasateatern[6]
- 1887 : Don Cesar, de Rudolf Dellinger, dirección de Emil Linden, Vasateatern[7]
- 1888 : La bella Helena, de Jacques Offenbach, Henri Meilhac y Ludovic Halévy, Vasateatern[8]
- 1889 : Ett köpmanshus i skärgården, de Frans Hedberg, dirección de Albert Ranft, Stora Teatern de Gotemburgo[9]
- 1892 : Ett silverbröllop, de Emma Gad, Djurgårdsteatern[10]
- 1893 : Hector, de Gustav von Moser, Vasateatern[11]
- 1893 : En soirée i Kåkbrinken, de Jacques Offenbach y Charles de Morny, Vasateatern
- 1893 : Dockféen, de Josef Bayer, Vasateatern[12]
- 1893 : Picardan är hemma, de Alexandre Bisson, Djurgårdsteatern[13]
- 1893 : Spökerierna på slottet, de Eric Sandberg, Djurgårdsteatern[14]
- 1893 : Ljungby horn, de Frans Hedberg, Stora Teatern de Gotemburgo[15]
- 1894 : På Helgeandsholmen, de Eric Sandberg, Djurgårdsteatern[16]
- 1894 : Ljungby horn, de Frans Hedberg, Djurgårdsteatern[17]
- 1896 : Fernands giftermål, de Georges Feydeau, Vasateatern[18]
- 1896 : Den kritiska åldern, de Jules Lemaître, Vasateatern[19]
- 1896 : En treflig betjent, de Louis François Clairville y Octave Gastineau, Vasateatern[20]
- 1896 : Det stora förslaget, de Pehr Staaff, Vasateatern[21]
- 1896 : Med Sveriges allmoge, de Hugo Fröding, Cirkus de Estocolmo[22]
- 1897 : Ungdomslek, de Frederik Leth Hansen, Vasateatern[23]
- 1898 : Geishan, de Sidney Jones, Owen Hall y Harry Greenbank, Vasateatern[24]
- 1899 : Rocamboles arvingar, de Charles Varin, Södra Teatern[25]
- 1899 : Den stora sträjken, Södra Teatern
- 1900 : Romeo y Julieta, de William Shakespeare, Dramaten[26]
- 1900 : Vid Breitenfeld, de Karl Alfred Melin, Dramaten[27]
- 1900 : Noche de reyes, de William Shakespeare, Dramaten[28]
- 1900 : Gringoire, de Théodore de Banville, Dramaten[29]
- 1900 : Zaza, de Pierre Berton y Charles Simon, Dramaten[30]
- 1901 : Sällskap där man har tråkigt, de Édouard Pailleron, Dramaten[31]
- 1902 : Sherlock Holmes, de Walter Christmas, de Svenska teatern de Estocolmo[32]
- 1905 : Bröllopet på Ulfåsa, de Frans Hedberg, Svenska teatern de Estocolmo[33]
- 1905 : En sportidiot, de Kurt Kraatz, Djurgårdsteatern[34]
- 1905 : Den stora hemligheten, de Pierre Wolff, Södra Teatern[35]
- 1906 : Fruarna Montanbrèche, de Louis François Clairville y Victor Bernard, Svenska teatern de Estocolmo[36]
- 1906 : Hin och smålänningen, de Frans Hedberg, Östermalmsteatern[37]
- 1906 : Oliver Twist, de Charles Dickens, Östermalmsteatern[38]
- 1907 : Lycko-Pers resa, de August Strindberg, dirección de Justus Hagman, Östermalmsteatern
- 1907 : På havets botten, de Ferdinand Dugué, dirección de Justus Hagman, Östermalmsteatern[39]
- 1907 : Ett köpmanshus i skärgården, de Emilie Flygare-Carlén, Östermalmsteatern[40]
- 1907 : Postrånet, de Eugène Moreau, Paul Siraudin y Alfred Delacour, dirección de Justus Hagman, Östermalmsteatern
- 1907 : Samvetets mask, de Ludwig Anzengruber, Östermalmsteatern[41][42]
- 1908 : Har ni något att förtulla?, de Maurice Hennequin, Vasateatern[43]
- 1908 : Strandbyfolk, de Holger Drachmann, Östermalmsteatern[44][45]
- 1908 : Daniel Hjort, de Josef Julius Wecksell, Östermalmsteatern[46]
- 1908 : En smålänning, eller Sin egen lyckas smed, de Algot Sandberg, Östermalmsteatern[47]
- 1909 : Fröken Sherlock Holmes, de Alfred Grünwald y Julius Brammer, Östermalmsteatern[48]
- 1909 : Bröderna Hansen, de Edgard Høyer, dirección de Peter Fjelstrup, Östermalmsteatern[49]
- 1909 : Det kära barnet, de Arthur Wing Pinero, Östermalmsteatern[50]
- 1911 : Krigarliv, de Emil Norlander, dirección de Justus Hagman, Kristallsalongen[51]
- 1912 : Spökhotellet, de Georges Feydeau y Maurice Desvallieres, dirección de Albert Ranft, Vasateatern[52]
- 1915 : En fiffikus, de Paul Frank, dirección de Justus Hagman, Vasateatern[53]
- 1915 : Kärleken segrar, de Charles Klein, dirección de Justus Hagman, Vasateatern[54]
- 1923 : Ebberöds bank, de Axel Breidahl y Axel Frische, dirección de Sigurd Wallén, Södra Teatern[55]
- 1924 : På hal is, de Franz Arnold y Ernst Bach, dirección de Knut Nyblom, Vasateatern[56]
- 1926 : Dagens hjälte, de Carlo Keil-Möller, dirección de Rune Carlsten, Södra Teatern[57][58]
- 1926 : Kopparbröllop, de Svend Rindom, dirección de Oskar Textorius, Södra Teatern[59]
- 1927 : Dibbuk - Mellan tvenne världar, de S. Ansky, dirección de Robert Atkins, Teatro Oscar[60]
- 1927 : Gamla Heidelberg, de Wilhelm Meyer-Förster, Teatro Oscar[61]
- 1928 : Gustaf III, de August Strindberg, dirección de Rune Carlsten, Teatro Oscar[62]
- 1928 : Österlunds Hanna, de Frans Hedberg, dirección de Hjalmar Peters, Tantolundens friluftsteater[63]
- 1929 : Vid 37de gatan, de Elmer Rice, dirección de Svend Gade, Teatro Oscar[64]

### Director
- 1907 : Las Historias del Alférez Ståhl, de Johan Ludvig Runeberg, Östermalmsteatern
- 1907 : Lycko-Pers resa, de August Strindberg, Östermalmsteatern[65]
- 1907 : Un drame au fond de la mer, de Ferdinand Dugué, junto a Bertha Straube, Östermalmsteatern
- 1907 : Larssons dotter, de Selfrid Kinmansson, Östermalmsteatern
- 1907 : Le Courrier de Lyon, ou l'Attaque de la malle-poste, de Eugène Moreau, Paul Siraudin y Alfred Delacour, Östermalmsteatern[66]
- 1911 : Krigarliv, de Emil Norlander, Kristallsalongen
- 1914 : Den glada papegojan, de Heinz Lewin, Djurgårdsteatern
- 1915 : Le satyr, de Georges Berr, Djurgårdsteatern
- 1915 : En fiffikus, de Paul Frank, Vasateatern
- 1915 : Kärleken segrar, de Charles Klein, Vasateatern
- 1916 : Under cover, de Roi Cooper Megrue, Teatro Oscar
- 1916 : Den gamle musikern, de Willy Norrie, Teatro Oscar
- 1916 : Fröken Renées kärleksäventyr, de Catulle Burrez, Djurgårdsteatern